# 啸鹟科
嘯鶲科（學名：Pachycephalidae）是鸟纲雀形目中的一个科。其下屬的屬隨著研究進展不斷有所變化，在世界鳥類學家聯合會的名錄下，當前下屬5個屬69個物種，主要分布于大洋洲，也见于南亚。